# Dreamagon

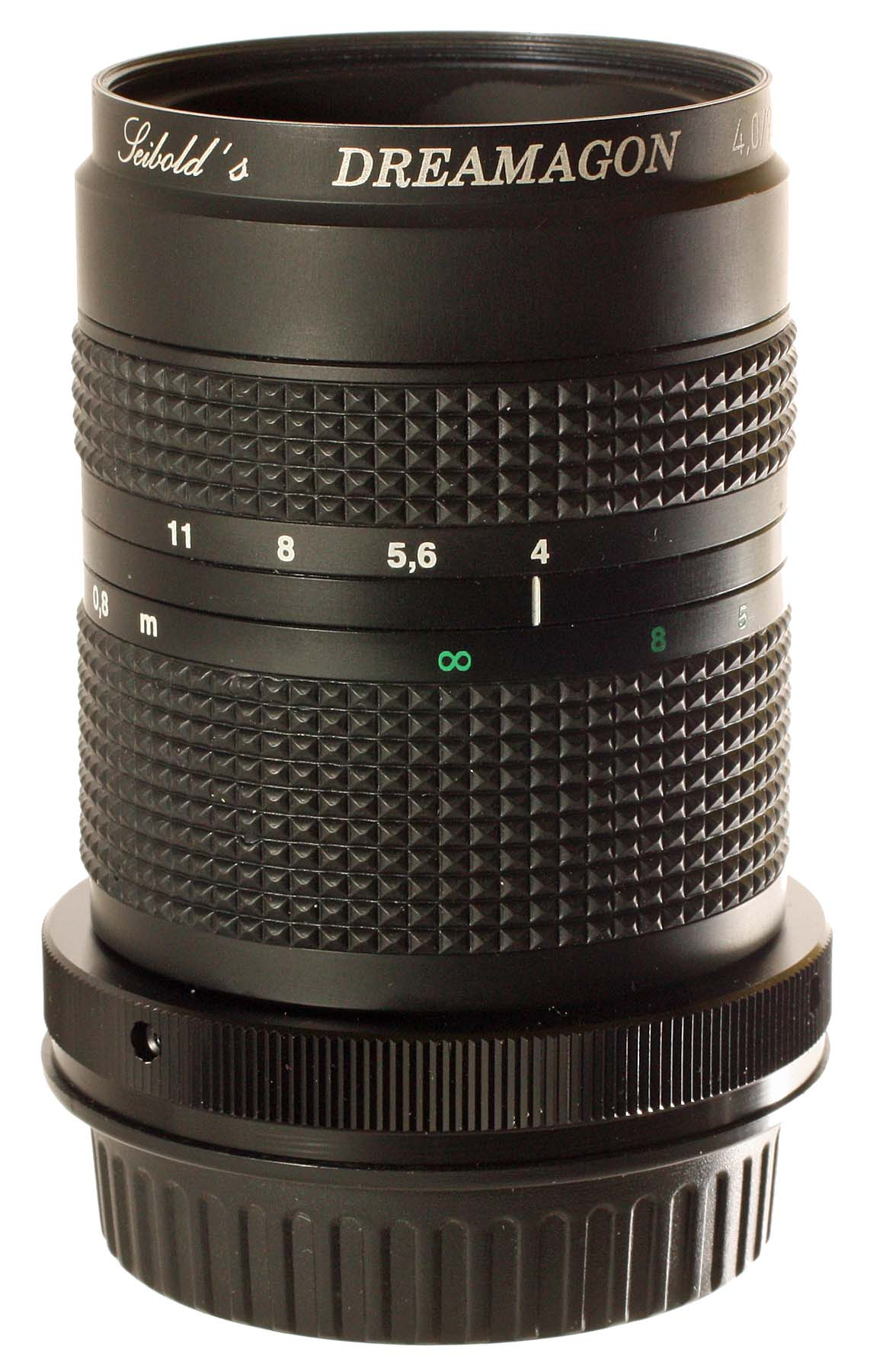
Dreamagon 1:4/90 mm

Spaltsegmentblende des Dreamagon 1:4/90 mm in ganzen Schritten (4 - 5,6 - 8 - 11)

Das Dreamagon ist ein spezielles Weichzeichnerobjektiv für Kleinbild-Spiegelreflexkameras, welches von dem Fotografen Jürgen Seibold entwickelt, auf der photokina 1998 vorgestellt und von der Dreamagon Graphics Photo-Vertriebsgesellschaft aus Brilon bis ca. 2004 vertrieben wurde. Es soll den Bildern einen "träumerischen" Effekt verleihen. Wahrscheinlich wurden nur wenige tausend Stück davon gebaut, denn die eingeprägten Seriennummern der Objektive sind vierstellig mit führenden Nullen.

## Name
Das Kunstwort Dreamagon kombiniert das englische Wort Dream (für Traum) mit der Bezeichnung Imagon und spielt damit sowohl lautmalerisch als auch inhaltlich auf die  Weichzeichnerobjektive der Rodenstock-Imagon-Serie an.

## Physikalische Eigenschaften
Das Dreamagon ist größtenteils aus Metall gefertigt und wiegt 245 g. Es hat eine feste Brennweite von 90 mm und wird manuell zwischen 0,8 m und unendlich fokussiert. Der Fokusring hat einen Verstellweg von ca. 1/3 Umdrehung. Das Objektiv ist mit einem T-2-Anschluss versehen. Somit kann es mittels Adapter mit den meisten Systemen verwendet werden.
Das Dreamagon verfügt über eine spezielle Spaltsegmentblende, welche über einen manuellen Blendenring stufenlos zwischen den Blendenzahlen 4 und 11 eingestellt werden kann. Dieser rastet jeweils bei ganzen Blendenwerten ein.

## Abbildungseigenschaften/Charakteristik
Der "träumerische" resp. impressionistische Effekt wird durch gezielte Verfremdungen erreicht. Das Dreamagon fügt gewollte Abbildungsfehler hinzu, welche sich beispielsweise in Form von Lichtschweifen äußern. Insbesondere an kontrastreichen Übergängen kann man so unter Umständen die Form der Blende im Bild wiedererkennen.
Die Intensität des Effekts kann über die Blende beeinflusst werden. Je weiter die Blende geöffnet ist, desto stärker wird der Effekt.
In hellen Bildbereichen wird das Bild "milchig" (kontrastarm), wohingegen das Objektiv in dunkleren Bereichen eher hart (kontrastreich) abbildet. Die Farbwiedergabe ist eher intensiv.

## Einsatz

Landschaftsaufnahme mit Dreamagon-Objektiv

Weichzeichnerobjektive werden klassischerweise für schmeichelnde Porträts oder subjektive Landschaftsaufnahmen eingesetzt. Jedoch ist der Effekt beispielsweise auch gut für Stillleben und viele andere Bildarten passend.

## Vorgeschichte
Vor der Realisierung des Dreamagons 4/90 mm für das Kleinbildformat gab es einen Prototyp für das Format 4"×5" mit 210 mm Brennweite.

## Kuriosa
Die Vertriebsgesellschaft rief einen "Dreamagon-Club" ins Leben, der auf maximal 50 Mitglieder begrenzt war. Die Mitglieder konnten sich mit einem Beitrag von 1500 DM in den Club "einkaufen" und bekamen dann eines der Exemplare aus dem Pool der ersten 50 Dreamagon-Objektive ausgehändigt, das sie bei einem späteren Austritt jedoch wieder hätten zurückgeben und gegen ein Exemplar aus der normalen Serie austauschen müssen. Kurios ist diese Maßnahme auch deshalb, weil einige dieser Exemplare um 2004 als Neuware auch auf der Online-Auktionsplattform eBay auftauchten und dort ohne Hinweis auf den Club für ca. 150 Euro verkauft wurden.